# Cadillac Records
Cadillac Records é um filme estadunidense, uma biografia musical dirigida por Darnell Martin e lançada  pela Sony Pictures em 5 de dezembro de 2008.
O filme conta a história da música desde o início dos anos 1940 até ao  final da décade de 1960s, se concentrando na famosa gravadora de Blues sediada em Chicago, Chess Records, do executivo Leonard Chess, e de cantores que gravaram na mesma, como Etta James, Muddy Waters, Chuck Berry, Little Walter entre outros.
As atuações e performances musicais dos atores rendeu ao filme vários prêmios, entre eles, o Best Traditional R&B Vocal Performance pela interpretação de "At Last" por Beyoncé, o Black Reel Award de melhor ator coadjuvante por Jeffrey Wright, melhor filme e melhor figurino, entre outros prêmios.
Roger Ebert, do Chicago Sun-Times, alegou que todo o elenco do filme foi bem-sucedido, e destacou assim como o filme mostra exatamente a evolução da música negra.

## Enredo

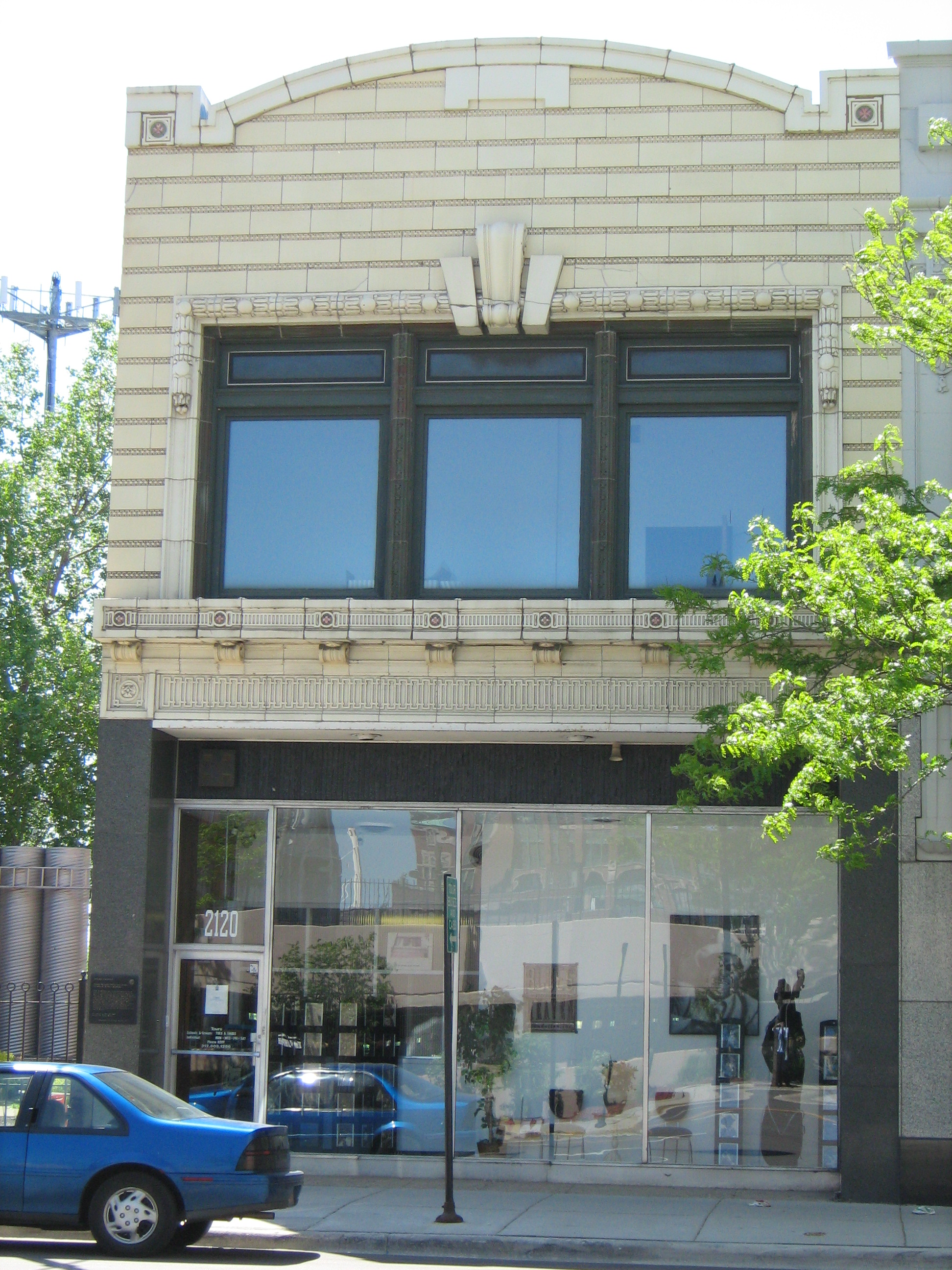
Prédio onde funcionava a verdadeira Chess Records.

Leonard Chess, filho de imigrantes judeus da Polônia, vive com sua jovem esposa Revetta em Chicago. O homem de uma família pobre tem um sonho de uma vida financeira estável e um Cadillac. Foi o primeiro a abrir uma gravadora para músicos de Blues afro-americanos. Ao mesmo tempo Muddy Waters se muda do interior para a cidade. Leonard fundou em 1947 a Blues-Label Chess Records, e Muddy Waters passa a ser o primeiro artista com contrato assinado.
Muddy grava sua primeira música, logo depois vai com Leonard visitar sua antiga casa no Mississippi. Ao chegar lá a música é tocada na rádio. Eles têm o primeiro hit, e como recompensa Leonard dá um Cadillac para Muddy. Isso acaba se tornando uma tradição: cada artista com sucesso na Chess Records recebe um Cadillac.

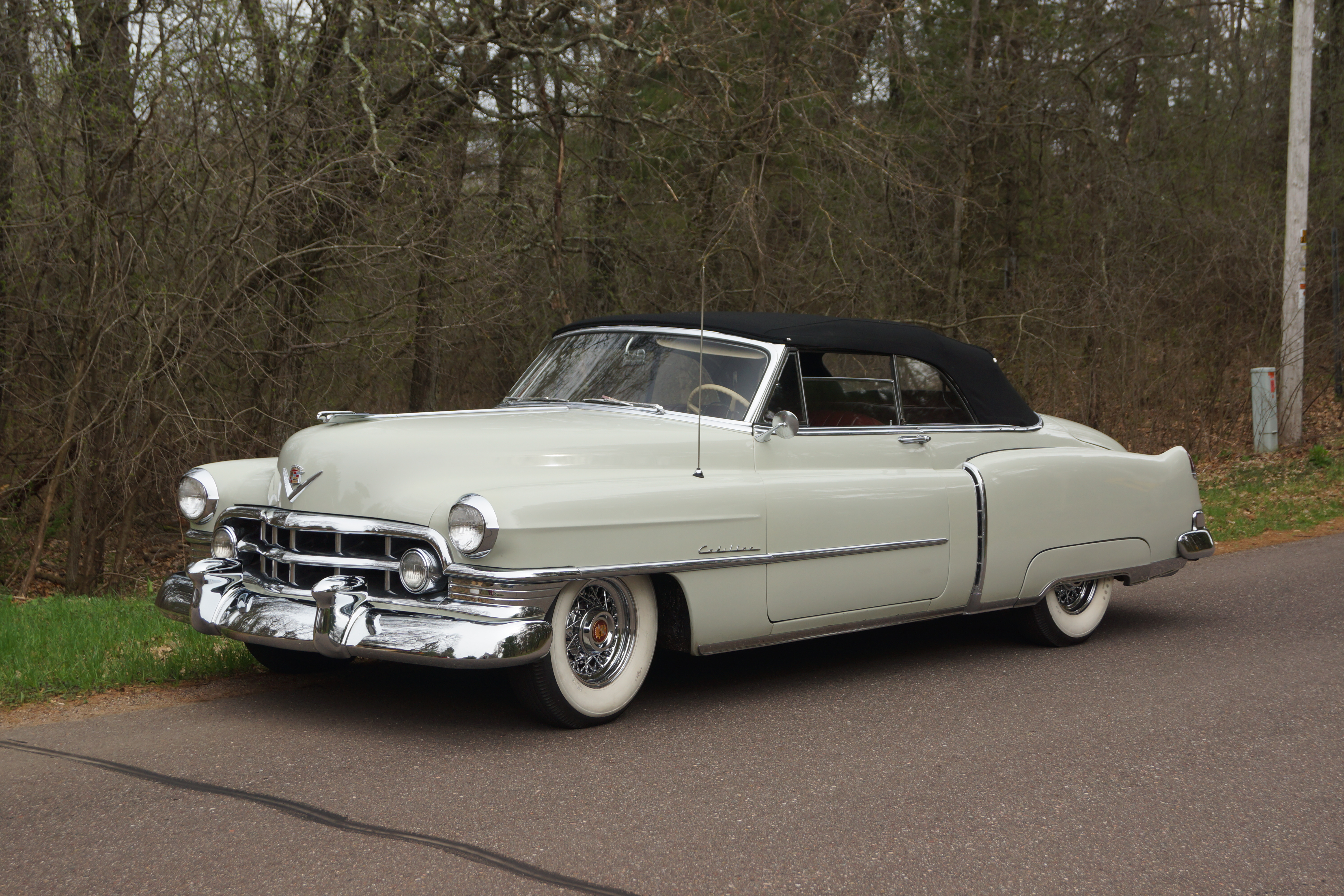
Cadillac DeVille um dos carros mais desejados da época.

De volta a Chicago, Leonard Chess se junta com seu irmão Phil, juntos eles criam um novo estúdio e leva outros artistas, como o gaitista Little Walter que o chama de "pai branco". A gravadora produz hit após hit. Finalmente, eles descobrem a estrela do blues Chuck Berry, que atingiu todo o país com seu estilo de música, inclusive as pessoas brancas. Agora só uma estrela feminina. Com a jovem Etta James, eles encontram uma voz que Leonard não só admira profissionalmente, mas também particularmente. Etta também se sente atraída por Leonard, mas sabe que ele nunca será seu parceiro.
Após crises, brigas, discórdias, rivalidades Leonard se vê obrigado a fechar sua gravadora. Ele entra no seu Cadillac, quando ele entra em seu Cadillac pela última vez, ele vê o seu logotipo no espelho retrovisor, ao virar a esquina e morre de um ataque cardíaco.Muddy Waters voa para Londres e começa sua carreira internacional.

## Produção
O filme foi escrito por Darnell Martin. As filmagens de Cadillac Records começaram em fevereiro de 2008, em Clifton, New Jersey e no Mississippi segundo os créditos, foi na verdade em Louisiana. Martin dirigiu o filme, e enviou para a Sony Pictures. Cadillac Records foi produzido por Andrew Lack e Sofia Sondervan, com a co-produção executiva de Beyoncé Knowles.

## Elenco

### Seleção

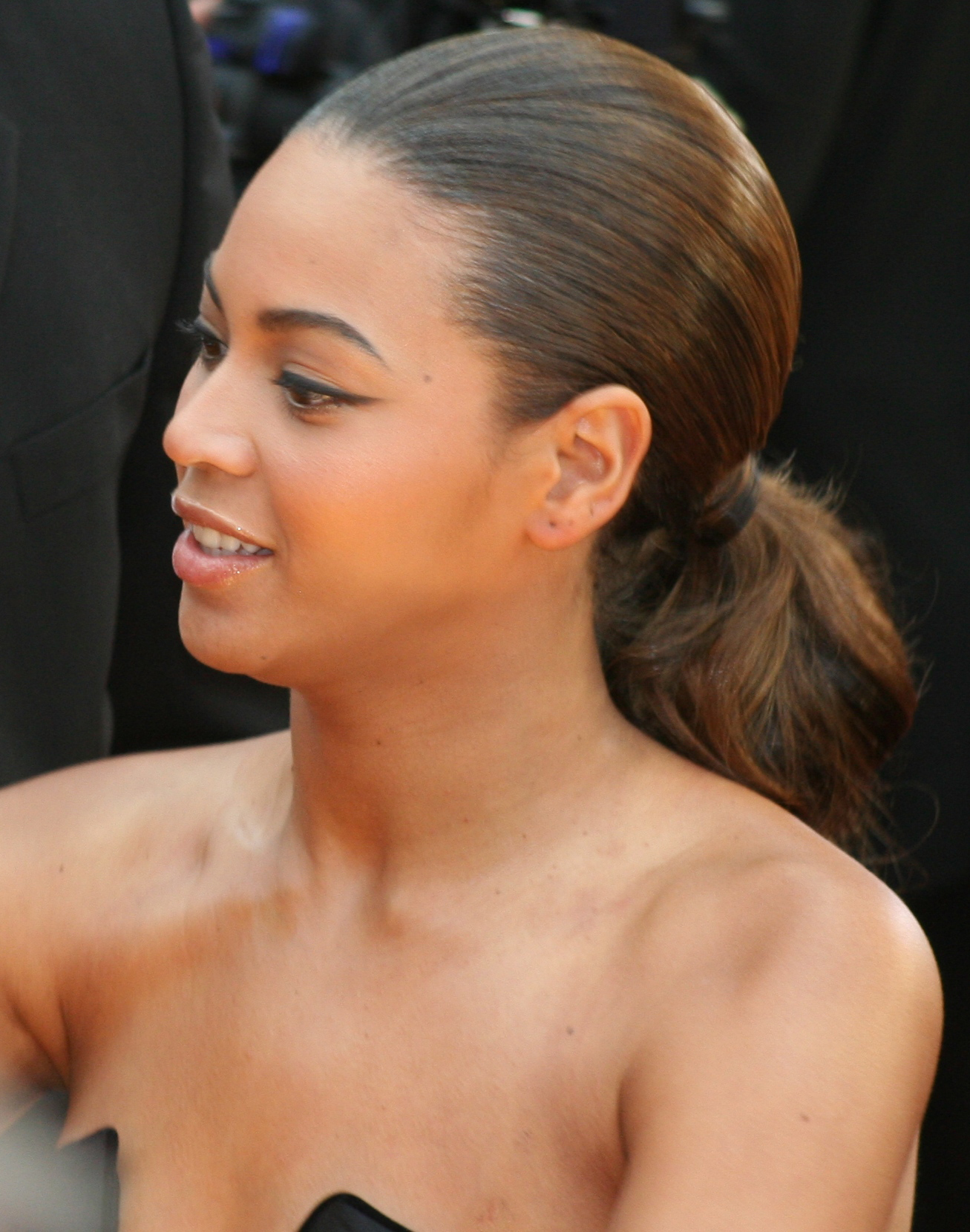
Beyoncé Knowles faz o papel da lenda do soul Etta James.

Originalmente, Matt Dillon  foi escalado para desempenhar o papel de Chess, mas o papel foi dado para o vencedor de Oscar, Adrien Brody devido a um conflito na agenda de Dillon. Anúncios precoces do elenco incluía Columbus Short como Little Walter, o vencedor de Globo de Ouro, Jeffrey Wright como Muddy Waters,  e a multi vencedora de Grammys Beyoncé Knowles como Etta James. De acordo com o diretor Martin,  ele escreveu a personagem de Etta com Beyoncé em mente.
Com o crescimento da produção, foram inclusos, a canadense Emmanuelle Chriqui como Revetta Chess, Tammy Blanchard como Isabelle Allen, e o comediante Cedric the Entertainer como Willie Dixon. Finalizando o elenco, o rapper Mos Def interpretaria Chuck Berry, e Gabrielle Union seria Geneva Wade.

### Personagens
Entre os personagens principais e o coadjuvantes em destaque existem sete, e personagens menores quatro.
Personagens principais
- Adrien Brody interpreta Leonard Chess  um empresário judeu de Chicago, que vê música negra como uma mina de ouro em potencial.[16]

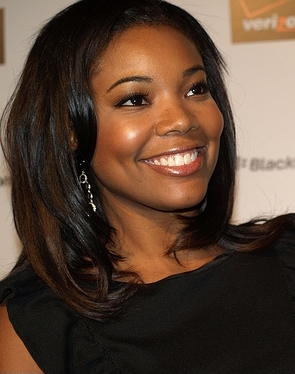
Gabrielle Union interpreta a esposa de Muddy, Geneva Wade.

- Beyoncé Knowles interpreta Etta James uma cantora de blues que conquistou as pessoas brancas, tem interesse amoroso em Leonard.[9] Leonard arranja um encontro de Etta com seu pai branco, mas o mesmo não quer saber da filha.[5] Descrita pela Entertainment Weekly como "uma roqueira viciada em drogas, que praticamente abre um buraco na tela com seu sofrimento acumulado, ela abalou a gravadora, mas poderia não ter nenhuma satisfação, já que Beyoncé faz uma Lady Sings the Blues em miniatura".[17]
- Jeffrey Wright interpreta Muddy Waters um arrendatário que trabalhava sob o sol escaldante de Mississippi.[17] Se mudou para Chicago para viver da música e teve sua guitarra eletrificada pela primeira vez por Leonard Chess.[17] Foi a primeira estrela que tinha contrato com a Chess Records.[16] Ele é o mentor de Little Walter.[16]
- Mos Def interpreta Chuck Berry um guitarrista, após contrato com a Chess Records é o primeiro a fazer um hit R&B, entrar nas paradas pop.
- Cedric the Entertainer interpreta Willie Dixon um baixista e compositor. Narra toda a história — segundo A.O. Scott da New York Times — "com a voz suave".[16]
- Columbus Short interpreta Little Walter um conturbado, imprudente, tocador de gaita brilhante.[16]
- Eamonn Walker como Howlin' Wolf um cantor que também assina contrato com a Chess Records e tem sua prórpria banda.[5] No filme Muddy e Howlin' se odeiam, mas segundo Roger Ebert do Sun Times Muddy tentava ser agradável:[5]"Howlin' foi assustador, e eles não gostavam uns dos outros. No filme, eles são guardados, mas concorrentes ferozes."

Personagens secundários
- Emmanuelle Chriqui interpreta Revetta Chess esposa de Leonard,[16] seu casamento é quase desfeito, já que Chess se apaixonou por Etta.[16]
- Gabrielle Union interpreta Geneva Wade esposa de Muddy,[5] foi traída diversas vezes.[5]
- Shiloh Fernandez interpreta Phil Chess irmão de Chess, e um dos sócios da Chess Records, segundo Roger Ebert "o filme não foca em Phil, e prefere focar no enigmático Leonard".[16]

## Trilha sonora
O americano, compositor e produtor Steve Jordan produziu a trilha sonora para o filme. Ele também escolheu a dedo um grupo de artistas de blues incluindo Billy Flynn (guitarra), Larry Taylor (baixo), Eddie Taylor Jr. (guitarra), Chuck Barrelhouse Goering (piano), Wilson Kim (gaita), Kortchmar Danny (guitarra), Hubert Sumlin (guitarra) e Bill Sims (guitarra) que, juntamente com Steve ficaram na bateria, eles re-gravaram todas as canções de blues clássico utilizado no filme.
Beyoncé gravou cinco canções para a trilha sonora, incluindo uma versão cover de "At Last", que foi lançada no dia 02 de dezembro de 2008 como seu primeiro single. Mos Def, Jeffrey Wright, Columbus Short, e Eamonn Walker gravaram músicas para a trilha sonora, e Raphael Saadiq, Solange Knowles , Mary Mary, Nas, Buddy Guy e Elvis Presley também aparecem no álbum. A trilha sonora foi lançada em edições simples e duplo disco.
Um mês após o filme ser lançado, Beyoncé cantou "At Last" no baile de posse de Barack Obama, quando ele e sua esposa Michelle dançaram juntos pela primeira vez como presidente e primeira-dama.
A trilha sonora passou 48 semanas no número um da Billboard Blues Albums.
A música "Once in a Lifetime" cantada por Beyoncé recebeu uma indicação na categoria Best Original Song no Golden Globe Awards, a canção também recebeu uma indicação ao Grammy Awards na categoria Best Song Written For Motion Picture, Television Or Other Visual Media.
A versão cover de "At Last" feita por Beyoncé venceu a categoria Best Traditional R&B Vocal Performance no Grammy Awards de 2010.

## Biografia

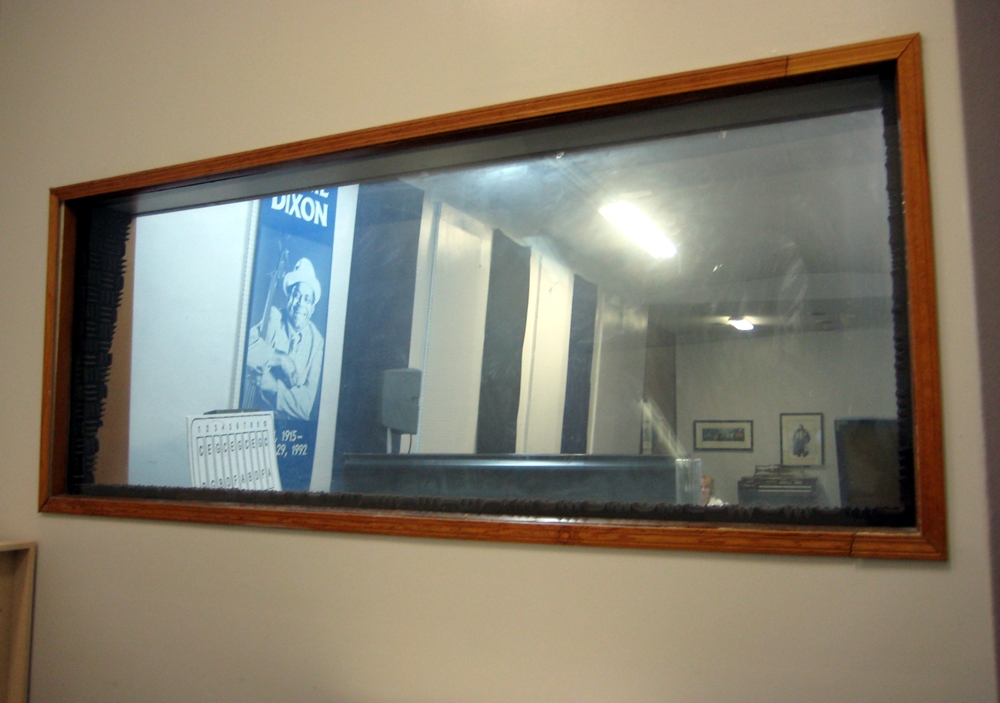
Estúdio da Chess Records na atualidade.

Chess Records foi uma gravadora americana com sede em Chicago, Illinois, era especializada em blues, R&B, soul, música gospel, no início do rock and roll, e ocasionalmente lançava jazz.
Gerenciada pelos irmãos Leonard e Phil Chess, a empresa produziu e lançou muitos singles e álbuns importantes, que são agora considerados como lendas. O músico e crítico Cub Koda descreveu a Chess Records como "maior gravadora de blues da América."
A Chess Records agora pertence à Universal Music Group e administrada pela Geffen Records.
A Chess Records foi sediada em vários locais diferentes no lado sul de Chicago, Illinois, inicialmente em dois locais diferentes, em South Cottage Grove Ave. O local mais famoso foi 2120 S. Michigan Avenue em torno de 1956-1965, imortalizado pelo grupo de rock Rolling Stones como "South Michigan Avenue"; os Stones iria gravar nos estúdios da Chess em mais duas ocasiões. O edifício é agora a Fundação Willie Dixon's Blues Heaven.
A Chess lançou lendários músicos como os cantores de blues, gaitistas e guitarristas Little Walter, Muddy Waters, Howlin' Wolf, a lenda do soul Etta James e os guitarristas e compositores Chuck Berry e Willie Dixon, dentre outros.

## Lançamentos

### Cinema
A estréia de Cadillac Records se deu a apenas 687 cinemas nos Estados Unidos no dia 5 de dezembro de 2008, e alcançou a nona colocação nas bilheterias naquela semana, ultrapassando Role Models, que estava em quase 2,000 cinemas, o total bruto arrecadado por Cadillac Records naquela semana foi de $3,445,559. O valor total arrecadado pelo filme nas bilheterias foi de 8,195,551.

### DVD e Blu-ray
O filme foi lançado em DVD e Blu-ray no dia 10 de março de 2009, e vendeu mais de 130,000 copias na primeira semana. Até o momento ele fez uma estimativa de $11,150,499 nas vendas, somando a renda do cinema com as mídias o filme arrecadou um total de $20,030,544.

### Download digital
Também é possível obter uma cópia do filme, baixando-o ou assistindo online pela Amazon. O filme foi legendado na lingua padrão de cada país onde o download é disponível.

## Recepção da crítica
| Críticas profissionais | Críticas profissionais |
| Avaliações da crítica  | Avaliações da crítica  |
| Fonte                  | Avaliação              |
| ---------------------- | ---------------------- |
| Daily News             | [ 30 ]                 |
| Entertainment Weekly   | [ 17 ]                 |
| New York Times         | [ 16 ]                 |
| Rolling Stone          | [ 31 ]                 |
| Rotten Tomatoes        | [ 32 ]                 |
| Sun Times              | [ 5 ]                  |

O filme tem críticas positivas. Rotten Tomatoes informou que 66% dos críticos deram opiniões positivas com base em 87 opiniões. Para ele "O Cadillac Records pode faltar na originalidade, mais compensa em performances forte e nas músicas comoventes." Outra revisão, Metacritic, deu ao filme um índice de aprovação 64/100 com base em 26 opiniões classificando que o filme tem "geralmente opiniões favoráveis". Outra resenha favorável foi a do Metacritic, que deu ao filme 64 de 100  baseada em 26 avaliações profissionais que o filme teve, completando que o filme teve "no geral avaliações favoráveis".
Roger Ebert do Sun Times deu ao filme três estrelas e disse em sua resenha que "O filme é um registro fascinante da evolução do estilo da música negra, e os motivos inconveniente dos homens brancos que tiveram uma aversão contra eles." Elizbeth Weitzman do Daily News recebeu o filme com 3 estrelas e escreveu em sua revisão, "O roteirista e diretor Darnell Martin deixa passar que claramente o fato de que a história da Chess Records é um assunto digno." A maioria dos críticos elogiaram o filme para sua música, mas queixou-se o seu script. Jim Harrington do Mercury News elogiou o desempenho vocal e escreveu em sua revisão que, "A  voz cativante de Beyoncé e outras vantagens que o filme não pode prevalecer sobre as omissões gritantes da linha de história para este crítico" e "Chess Records merece, e esperamos um dia faze-lo, melhor do que o entregue pela Cadillac Records".
David Edelstein de New York Magazine nomeou Cadillac Records como o quarto melhor filme de 2008, Stephanie Zacharek do Salon nomeou-o como o quarto melhor filme de 2008, e A. O. Scott do New York Times denominou-o como o décimo melhor filme de 2008.

## Prêmios e indicações
| Cerimônia                                 | Categoria                                                                                | Nomeação                                                                                 | Resultado |
| ----------------------------------------- | ---------------------------------------------------------------------------------------- | ---------------------------------------------------------------------------------------- | --------- |
| African-American Film Critics Association | Best Supporting Actor                                                                    | Jeffrey Wright                                                                           | Venceu    |
| BET Awards                                | Best Actress (também por: Obsessed)                                                      | Beyoncé Knowles                                                                          | Indicado  |
| Black Reel Award                          | Best Film                                                                                | Best Film                                                                                | Venceu    |
| Black Reel Award                          | Best Ensemble                                                                            | Best Ensemble                                                                            | Venceu    |
| Black Reel Award                          | Best Director                                                                            | Darnell Martin                                                                           | Indicado  |
| Black Reel Award                          | Best Screenplay, Adapted or Original                                                     | Darnell Martin                                                                           | Indicado  |
| Black Reel Award                          | Best Supporting Actor                                                                    | Jeffrey Wright                                                                           | Venceu    |
| Black Reel Award                          | Best Supporting Actor                                                                    | Eamonn Walker                                                                            | Indicado  |
| Black Reel Award                          | Best Supporting Actor                                                                    | Mos Def                                                                                  | Indicado  |
| Black Reel Award                          | Best Breakthrough Performance                                                            | Columbus Short                                                                           | Indicado  |
| Golden Globe Award                        | Best Original Song                                                                       | "Once In a Lifetime"                                                                     | Indicado  |
| Grammy Award                              | Best Song Written for Motion Picture, Television or Other Visual Media                   | "Once In a Lifetime"                                                                     | Indicado  |
| Grammy Award                              | Best Compilation Soundtrack Album for a Motion Picture, Television or Other Visual Media | Best Compilation Soundtrack Album for a Motion Picture, Television or Other Visual Media | Indicado  |
| Grammy Award                              | Best Traditional R&B Vocal Performance                                                   | "At Last"                                                                                | Venceu    |
| NAACP Image Award                         | Outstanding Motion Picture                                                               | Outstanding Motion Picture                                                               | Indicado  |
| NAACP Image Award                         | Outstanding Actor in a Motion Picture                                                    | Jeffrey Wright                                                                           | Indicado  |
| NAACP Image Award                         | Outstanding Supporting Actress in a Motion Picture                                       | Beyoncé Knowles                                                                          | Indicado  |
| NAACP Image Award                         | Outstanding Supporting Actor in a Motion Picture                                         | Cedric the Entertainer                                                                   | Indicado  |
| NAACP Image Award                         | Outstanding Supporting Actor in a Motion Picture                                         | Columbus Short                                                                           | Venceu    |
| NAACP Image Award                         | Outstanding Supporting Actor in a Motion Picture                                         | Mos Def                                                                                  | Indicado  |
| NAACP Image Award                         | Outstanding Writing in a Motion Picture (Television or Film)                             | Darnell Martin                                                                           | Indicado  |
| Satellite Award                           | Best Supporting Actress in a Motion Picture                                              | Beyoncé Knowles                                                                          | Indicado  |
| Women Film Critics Circle                 | Best Music                                                                               | Best Music                                                                               | Venceu    |

Fonte:

## Desempenho
Entre os filmes de melhores estréia de fim de ano, Cadillac Records atingiu a centésima trigésima quinta posição. De acordo com a Box Office Mojo, foi o centésimo quinquagésimo primeiro melhor filme de 2008.
| Trilha sonora                                 | Trilha sonora  |
| Tabelas de álbums (2008 — 2009)               | Melhor posição |
| --------------------------------------------- | -------------- |
| Estados Unidos - Billboard 200                | 66             |
| Estados Unidos - Billboard R&B/Hip-Hop Albums | 11             |
| Estados Unidos - Billboard Top Blues Albums   | 1              |
| Estados Unidos - Billboard Top Soundtracks    | 6              |
| DVD                                           |                |
| Tabelas de DVDs (2010)                        | Melhor posição |
| Estados Unidos - Billboard DVD Movies Chart   | 10             |
| Japão - Japonese DVD Movies Chart             | 103            |

| Ano  | Faturamento em milhões de dólares | Faturamento em milhões de dólares |
| Ano  | Bilheteria                        | Vendas de DVDs                    |
| ---- | --------------------------------- | --------------------------------- |
| 2008 | - EUA: 8,195,551                  | - EUA: 11,283,427                 |

### Precessão e sucessão
| Gráficos de sucessão                                                       | Gráficos de sucessão                                                                          | Gráficos de sucessão                                                             |
| -------------------------------------------------------------------------- | --------------------------------------------------------------------------------------------- | -------------------------------------------------------------------------------- |
| Precedido por Dreamgirls pela DreamWorks                                   | Melhor filme no Black Reel Award 2008 — 2010                                                  | Sucedido por Preciosa - Uma História de Esperança pela Lee Daniels Entertainment |
| Precedido por Crash pela DreamWorks                                        | Melhor figurino no Black Reel Award 2008 — 2010                                               | Sucedido por Preciosa - Uma História de Esperança por Blake Shelton              |
| Precedido por Djimon Hounsou por Diamante de Sangue                        | Melhor ator coadjuvante no Black Reel Award (Jeffrey Wright) 2008 — 2010                      | Sucedido por Anthony Mackie por The Hurt Locker                                  |
| Precedido por Denzel Whitaker por The Great Debaters                       | Melhor ator coadjuvante no NAACP Image Award (Columbus Short) 2008 — 2010                     | Sucedido por Adam Rodriguez por I Can Do Bad All by Myself                       |
| Precedido por "You've Got the Love I Need" por Al Green e Anthony Hamilton | Melhor performance tradicional vocal de R&B no Grammy Award ("At Last" - Beyoncé) 2008 — 2010 | Sucedido por "Hang on in There" por John Legend e The Roots                      |